# Edömér
Az Edömér valószínűleg ótörök (kun) eredetű férfinév, a honfoglaló magyarokhoz csatlakozó kunok egyik vezérének a neve. Vörösmarty Mihály újította fel a Zalán futása című művében. A név jelentése ismeretlen.

## Gyakorisága
Az 1990-es években szórványos név, a 2000-es években nem szerepel a 100 leggyakoribb férfinév között.

## Névnapok
- január 14.[2]
- február 24.,[2] szökőévekben február 25.

## Híres Edömérek
- Tassonyi Edömér (1940-2022) orvos, aneszteziológus, az MTA tagja.

## Érdekességek
- Budapesten egy utca viseli az Edömér utca nevet a XI. kerület szentimrevárosi városrészében, a Kosztolányi Dezső tér és a Tas vezér utca között; itt található a Budai Parkszínpad